# Дедпул (филм)
„Дедпул“ (на английски: Deadpool) е американски супергеройски филм от 2016 г. на режисьора Тим Милър. Сценарият, написан от Пол Уърник и Рет Рийс, е базиран на едноименния персонаж, създаден от Роб Лайфелд и Фабиан Нисиеса за Марвел Комикс. Това е осмият филм от поредицата „Х-Мен“. Снимките започват на 23 март 2015 г. във Ванкувър и приключват на 29 май 2015 г. Премиерата е на 8 февруари 2016 г. в Париж, а по кината в САЩ и България филмът излиза на 12 февруари. Филмът си има продължение, който ще излиза през 2018 г. – Дедпул 2

## Резюме
Филмът разказва за бившия войник от специалните сили, превърнал се в наемник – Уейд Уилсън. След мъчителен експеримент, Уейд получава сили които го лекуват от всичко, но оставя вида на тялото му в окаяно състояние. Въоръжен с новите си способности и черно чувство за хумор, Уейд ловува отговорника за осакатяването му, като взима новото си име – Дедпул.

## Актьорски състав
| Актьор            | Роля                          |
| ----------------- | ----------------------------- |
| Райън Рейнолдс    | Уейд Уилсън / Дедпул          |
| Морена Бакарин    | Ванеса Карлайл                |
| Ед Скрайн         | Франсис Фрийман / Аякс        |
| Ти Джей Милър     | Уийзъл                        |
| Джина Карано      | Ейнджъл Дъст                  |
| Бриана Хилдебранд | Негасоник Тинейдж Уорхед      |
| Стефан Капичич    | Пьотр Распутин / Колос (глас) |
| Лесли Ъгамс       | Сляпата Ал                    |
| Каран Сони        | Допиндер                      |
| Джед Рийс         | Агент Смит                    |
| Стан Лий          | Ди Джей в стриптийз клуб      |
| Роб Хейтър        | Боб                           |